# Herman I de Salm
Herman(n) de Salm (vers 1035 – 28 de setembre de 1088), també conegut com a Herman(n) de Luxemburg, fou comte de Salm i anti-rei del Sacre Imperi Romanogermànic que va governar des de 1081 fins a la seva mort. Des del segle X, els governants del Sacre Imperi eren elegits com a reis alemanys, i esperaven ser coronats pel Papa com a emperador Sacre Romà.

## Elecció
Hermann era fill del comte Giselbert de Luxemburg. Mentre Enric IV, l'emperador del sacre Imperi, rei dels Romans, estava fent campanya a Itàlia septentrional durant la gran revolta saxona, fou elegit com a segon anri-rei de d'Alemanya per la noblesa del ducat de Saxònia i del ducat de Suàbia. L'arquebisbe Sigfrid de Magúncia va coronar a Herman(n) a Goslar el 26 de desembre. Fou oposat a l'emperador elegit a Ochsenfurt el 6 d'agost de 1081. El predecessor d'Herman, Rodolf de Suàbia, havia mort de les ferides rebudes en la batalla de l'octubre de 1080. Com que Enric IV creia que el papat s'hauria de sotmetre a la corona, el papa Gregori VII l'havia excomunicat i havia declarat que era indigne de ser Sacre Emperador Romà. La guerra civil finalment va acabar i Enric fou coronat emperador el 1084, deixant a Herman(n) en una posició molt incòmoda.

## Donant suport al papa
L'afer essencial entre el papa i Enric era el nomenament de bisbes. Era un costum que si un bisbe moria, l'emperador assignava un bisbe nou basat en les seves qualificacions eclesiàstiques. Enric, d'altra banda, estava nomenant bisbes per raons polítiques que posaven furiós al papa i així aquest va prohibir les d'investidura per qualsevol persona laica, incloent-hi l'emperador. Això fou conegut com la lluita de les Investidures.
A causa d'això, l'església se separava d'Enric i afavoria a Rodolf de Suàbia i després a Herman de salm. Desafortunadament per Gregori, Herman no era ni de lluny un líder tan fort com Rudolf i això va permetre a Enric augmentar el seu poder. Poc se sap del que li va passar a Hermann després de 1084 però fou antirei sota l'impuls de Gregori fins a 1093, el qual se suposa que és l'any de la seva mort. Conrad de Francònia va començar el seu govern després de la mort d'Herman.

## Campanyes militars
El pla d'Hermann de reunir un exèrcit a les ribes del Danubi i marxar a Itàlia fou descartada per la mort del seu impulsor principal, Otó de Nordheim. Quan Enric va anar a Saxònia amb un exèrcit el 1085, Herman va fugir a Dinamarca. Retornava, tanmateix, en aliança amb Welf I de Baviera duc de Baviera, i derrotava l'emperador a la batalla de Bleichfeld al riu Main, prenent Würzburg (1088). No obstant poc després de la seva victòria, es cansava de ser un titella a mans dels grans i es retirava a les seves propietats familiars propietats. Moria prop de Cochem posteriorment a l'any de 1088, acabant així la guerra civil coneguda com a gran rebel·lió saxona.
La seva muller, Sophia de Formbach, li va donar un fill, Otó I de Salm, que el va succeir a Salm.